# Schistochila limbata
Schistochila limbata là một loài rêu trong họ Schistochilaceae. Loài này được S.W. Arnell mô tả khoa học đầu tiên năm 1957.
Danh pháp khoa học của loài này chưa được làm sáng tỏ. 